# Sounds of the Universe
Sounds of the Universe er det 12. studiealbum fra Depeche Mode, udgivet verden i 2009.
Førstesinglen "Wrong" udsendtes den 24. februar, efter en optræden til Echo Awards 2009 i Berlin.

## Track Listen
CD:
1. "In Chains" (Martin L. Gore) – 6:53
2. "Hole To Feed" (Dave Gahan, Christian Eigner, Andrew Phillpott – 3:59
3. "Wrong" (Martin L. Gore) – 3:13
4. "Fragile Tension" (Martin L. Gore) – 4:09
5. "Little Soul" (Martin L. Gore) – 	3:31
6. "In Sympathy" (Martin L. Gore) – 	4:54
7. "Peace" (Martin L. Gore) – 4:29
8. "Come Back" (Gahan, Eigner, Phillpott) – 5:15
9. "Spacewalker" (Martin L. Gore) – 1:53
10. "Perfect" (Martin L. Gore) – 4:33
11. "Miles Away/The Truth Is" (Gahan, Eigner, Phillpott) – 4:14
12. "Jezebel" (Martin L. Gore) – 4:41
13. "Corrupt" (Martin L. Gore) – 6:15